# Nissan Spivak
Pour les articles homonymes, voir Spivak.
Nissan Spivak (né en 1824 dans l'Empire russe, dans l'actuelle Lituanie et mort en 1906 Czernowitz, en Autriche-Hongrie, dans l'actuelle Ukraine) était un chantre et compositeur juif russe. Son prénom apparaît dans les sources sous trois formes : Nissan, Nisson ou plus familièrement Nissi.

## Éléments biographiques
Né en 1824 aux environs de Vilnius,,, Nissan Spivak arrive encore enfant à Bălți en Bessarabie où il commence à exercer comme chantre sous le surnom de Nissi Belzer (« de Beltz' », forme russe de Bălți). Il continue sa carrière à Chișinău puis, à partir de 1877, à Berdytchiv (dans l'actuelle Ukraine).
Dans son enfance, il a un accident qui endommage sa voix, mais il se fait une grande réputation comme compositeur et maître de chœur. C'est précisément son handicap vocal qui l'amène à développer une musique synagogale originale, dans laquelle le chœur n'a plus la simple fonction d'accompagner ou de répondre à l'officiant, mais se voit assigner de longs ensembles — avec des solos et des duets — réduisant le rôle du chantre. Nissan Spivak attire de nombreux disciples à Berdytchiv, et emmene ses choristes dans d'autres centres, y compris au sein des  « cours » hassidiques.
Il meurt à 82 ans à Czernowitz en Bucovine, autre important centre de vie culturelle et spirituelle juive de l'Europe de l'Est, alors en Autriche-Hongrie.